# Dítě (příbuzenský poměr)
Slovo dítě označuje trvalý příbuzenský poměr potomka vůči vlastním rodičům, tj. v prvním stupni příbuzenství, tj. syna nebo dceru.
Dítěti je právně na roveň postaven osvojenec, který z biologického hlediska potomkem dotyčné osoby není. Osvojením (adopcí) zaniká právní vztah mezi biologickým rodičem a dítětem a nahrazuje se vztahem mezi osvojencem a osvojitelem.
Biologické rodičovství je právně nezrušitelné, avšak v některých případech je právní rodičovství nahrazeno právní domněnkou (například je za otce považován bez dalšího zkoumání manžel matky anebo muž, kterého matka jako otce uvede). Otázka rodičovství je komplikovaná i v případech umělého oplodnění, kdy genetický rodič nemusí být totožný se skutečným nebo matrikovým rodičem. 